# Прикордоння (газета)
«Прикордоння» — газета, яка виходить у Жовківському районі Львівської області. Є однією з двох газет у районі, які виходять на Жовківщині, та єдиним некомунальним виданням.
Наклад газети — 1000 примірників. Виходить двічі на місяць. Засновник та головний редактор — Андрій Бучко.
«Прикордоння» є незалежним виданням, яке не пов'язане з жодною із політичних партій, громадських організацій, установ або політиків. Видається з 2009 року.
До 2017 року газета виходила лише у місті Раві-Руській один раз на місяць. У 2017 році, окрім Рави-Руської, почала виходити у Жовкві, а також у Магерові, і тамте́шні новини також стали темою для висвітлення на шпальтах газети.
З 2018 року «Прикордоння» почала виходити у низці інших населених пунктів Жовківського району, серед яких — Куликів, Добросин, Річки, Гійче, Волиця, Забір'я, Потелич, Нова-Кам'янка, Кам'янка-Липник, Забір'я. Періодичність виходу збільшилась до двох разів на місяць.
Інформаційний сайт газети «Прикордоння» є єдиним у Жовківському районі, який висвітлює його події. Станом на 1 лютого 2018 року, в середньому, його відвідували були від 10 до 15 тисяч користувачів Інтернету на місяць.